# Callosonotatum bukidnona
Callosonotatum bukidnona is een keversoort uit de familie soldaatjes (Cantharidae). De wetenschappelijke naam van de soort werd in 1924 gepubliceerd door Maurice Pic.